# Otwocki
Otwocki là một huyện thuộc tỉnh Mazowieckie của Ba Lan. Huyện có diện tích 616 km². Đến ngày 1 tháng 1 năm 2011, dân số của huyện là 120774 người và mật độ 196 người/km².